# Charles Hanbury-Tracy
Charles Douglas Richard Hanbury-Tracy, 4e baron Sudeley (3 juillet 1840 - 9 décembre 1922), est un homme politique libéral britannique. Il sert en tant que capitaine de l'honorable Corps de gentilshommes d'armes (en) sous William Ewart Gladstone en 1886. 

## Biographie
Il est un fils cadet de Thomas Hanbury-Tracy (2e baron Sudeley), et de son épouse Emma Eliza Alicia Dawkins-Pennant, fille de George Hay Dawkins-Pennant, de Penrhyn Castle. 
Il entre à la Chambre des communes pour Montgomery en 1863, poste qu'il occupe jusqu'en 1877, date à laquelle il devient baron à la mort de son frère aîné. Il sert sous William Ewart Gladstone en tant que Lord-in-waiting (whip du gouvernement à la Chambre des lords) de 1880 à 1885 et en tant que capitaine (en) de l'honorable Corps de gentilshommes d'armes de février à juillet 1886. Cette année, il est admis au Conseil privé. Outre sa carrière politique, il est membre de la Royal Society. Il connait plus tard des difficultés financières et est déclaré en faillite en 1893. Cela entraîne la vente du siège familial de Toddington Manor. 
Lord Sudeley épouse l'écrivain Ada Maria Katherine Tollemache, fille de Frederick Tollemache (en), en 1868. Il meurt en décembre 1922, à l'âge de 82 ans. Son fils aîné, William, lui succède à la baronnie. 